# Championnats du monde de VTT 2018
Navigation
2017 2019
Les championnats du monde de VTT 2018 ont lieu du 5 au 9 septembre 2018 à Lenzerheide, en Suisse.
Deux disciplines sont au programme de ces championnats, le cross-country et la descente. C'est la quatrième fois que la Suisse organise les Mondiaux. Lenzerheide est une station de montagne située à environ deux heures au sud-est de Zurich. 716 hommes et femmes venant de 55 pays sont présents.
Les championnats du monde de four cross ont lieu en juillet à Val di Sole et ceux de VTT marathon en septembre à Auronzo Di Cadore. Le cross-country eliminator et le trial figurent au programme des championnats du monde de cyclisme urbain organisés en novembre à Chengdu.  Les championnats du monde de VTT masters (cross-country et descente) sont quant à eux organisés en juillet à Vallnord.

## Programme
| Cross-country - Mercredi 5 septembre - Relais par équipes mixte - Jeudi 6 septembre - Femmes juniors - Hommes juniors - Vendredi 7 septembre - Femmes moins de 23 ans - Hommes moins de 23 ans - Samedi 8 septembre - Femmes élites - Hommes élites | Descente - Dimanche 9 septembre - Femmes juniors - Hommes juniors - Femmes élites - Hommes élites |

## Favoris

### Cross-country
Pour le relais mixte, les favoris sont la Suisse (tenante du titre), la France, triple vainqueur entre 2014 et 2016, et l'Italie.
Chez les femmes élites, le titre devrait se jouer entre la gagnante de la Coupe du monde et championne du monde en titre, la Suisse Jolanda Neff, la Danoise Annika Langvad, la Canadienne Emily Batty, la Française Pauline Ferrand-Prévot et la Norvégienne Gunn-Rita Dahle Flesjaa.
Du côté des hommes élites, le favori est le sextuple champion du monde suisse Nino Schurter. À domicile, il va essayer de se défaire de son compatriote Mathias Flückiger, du Néerlandais Mathieu van der Poel et du Français Maxime Marotte.

### Descente
Chez les femmes élites, les Britanniques Rachel Atherton et Tahnée Seagrave sont les principales prétendantes. La Française Myriam Nicole et l’Australienne Tracey Hannah sont également candidates au titre.
Pour les hommes élites, la victoire devrait se jouer entre les Français Amaury Pierron, Loris Vergier et le champion du monde en titre Loïc Bruni, ainsi que l'Australien Troy Brosnan, le Britannique Danny Hart, l'Américain Aaron Gwin et le Sud-Africain Greg Minnaar.

## Médaillés

### Cross-country
| Épreuves                                    | Or                                                                           | Or              | Argent                                                                            | Argent       | Bronze                                                                                             | Bronze       |
| ------------------------------------------- | ---------------------------------------------------------------------------- | --------------- | --------------------------------------------------------------------------------- | ------------ | -------------------------------------------------------------------------------------------------- | ------------ |
| Hommes résultats détaillés                  | Nino Schurter                                                                | 1 h 29 min 21 s | Gerhard Kerschbaumer                                                              | + 11 s       | Mathieu van der Poel                                                                               | + 1 min 14 s |
| Femmes résultats détaillés                  | Kate Courtney                                                                | 1 h 34 min 55 s | Annika Langvad                                                                    | + 47 s       | Emily Batty                                                                                        | + 1 min 58 s |
| Hommes, moins de 23 ans résultats détaillés | Alan Hatherly                                                                | 1 h 21 min 22 s | Christopher Blevins                                                               | + 27 s       | David Nordemann                                                                                    | + 1 min 5 s  |
| Femmes, moins de 23 ans résultats détaillés | Alessandra Keller                                                            | 1 h 22 min 53 s | Sina Frei                                                                         | + 1 min 22 s | Marika Tovo                                                                                        | + 1 min 40 s |
| Hommes, juniors résultats détaillés         | Alexandre Balmer                                                             | 1 h 13 min 45 s | Leon Kaiser                                                                       | + 2 s        | Mathis Azzaro                                                                                      | + 1 min 13 s |
| Femmes, juniors résultats détaillés         | Laura Stigger                                                                | 1 h 9 min 46 s  | Tereza Sásková                                                                    | + 3 min 3 s  | Harriet Harnden                                                                                    | + 3 min 37 s |
| Relais mixte résultats détaillés            | Suisse Filippo Colombo Alexandre Balmer Sina Frei Jolanda Neff Nino Schurter | 1 h 0 min 0 s   | Allemagne Leon Kaiser Elisabeth Brandau Maximilian Brandl Ronja Eibl Manuel Fumic | + 13 s       | Danemark Sebastian Carstensen Alexander Young Andersen Annika Langvad Malene Degn Simon Andreassen | + 34 s       |

### Descente
| Épreuves                   | Or              | Or             | Argent          | Argent     | Bronze          | Bronze     |
| -------------------------- | --------------- | -------------- | --------------- | ---------- | --------------- | ---------- |
| Hommes résultats détaillés | Loic Bruni      | 2 min 55 s 114 | Martin Maes     | + 0 s 213  | Danny Hart      | + 0 s 305  |
| Femmes résultats détaillés | Rachel Atherton | 3 min 15 s 738 | Tahnee Seagrave | + 9 s 983  | Myriam Nicole   | + 10 s 676 |
| Hommes, juniors            | Kade Edwards    | 3 min 3 s 225  | Kye A'Hern      | + 4 s 410  | Elliot Jamieson | + 5 s 438  |
| Femmes, juniors            | Valentina Holl  | 3 min 39 s 726 | Anna Newkirk    | + 10 s 881 | Mille Johnset   | + 16 s 694 |

## Tableau des médailles
- Pays organisateur (Suisse)

| Rang  | Nation          | Or | Argent | Bronze | Total |
| ----- | --------------- | -- | ------ | ------ | ----- |
| 1     | Suisse          | 4  | 1      | 0      | 5     |
| 2     | Grande-Bretagne | 2  | 1      | 2      | 5     |
| 3     | Autriche        | 2  | 0      | 0      | 2     |
| 4     | États-Unis      | 1  | 2      | 0      | 3     |
| 5     | France          | 1  | 0      | 2      | 3     |
| 6     | Afrique du Sud  | 1  | 0      | 0      | 1     |
| 7     | Allemagne       | 0  | 2      | 0      | 2     |
| 8     | Danemark        | 0  | 1      | 1      | 2     |
| 8     | Italie          | 0  | 1      | 1      | 2     |
| 10    | Australie       | 0  | 1      | 0      | 1     |
| 10    | Belgique        | 0  | 1      | 0      | 1     |
| 10    | Tchéquie        | 0  | 1      | 0      | 1     |
| 13    | Pays-Bas        | 0  | 0      | 2      | 2     |
| 13    | Canada          | 0  | 0      | 2      | 2     |
| 15    | Norvège         | 0  | 0      | 1      | 1     |
| Total | Total           | 11 | 11     | 11     | 33    |